# Dixième district congressionnel du Michigan
Le 10e district congressionnel du Michigan est un district situé dans la péninsule inférieure du Michigan. Il comprend le sud du Comté de Macomb, Rochester et Rochester Hills dans le Comté d'Oakland.
Les limites des districts ont été redessinées en 1992, 2002, 2012 et 2022 en raison d'une nouvelle répartition à la suite des recensements de 1990, 2000, 2010 et 2020.
Le quartier actuel est considéré comme assez compétitif. Le sud du Comté de Macomb a tendance à soutenir les candidats démocrates, tandis que le centre du Comté de Macomb et Rochester/Rochester Hills ont tendance à être plus modérés. De 2021 à 2022, Lisa McClain représentait la 10e ; après que le redécoupage a déplacé McClain vers le 9e district voisin, John E. James a été élu pour le représenter depuis 2023,.

## Géographie
| #   | Comté   | Siège         | Population |
| --- | ------- | ------------- | ---------- |
| 99  | Macomb  | Mount Clemens | 875 101    |
| 125 | Oakland | Pontiac       | 1 270 426  |

### Villes et townships de 10 000 personnes ou plus
- Warren – 139 387
- Sterling Heights – 134 346
- Clinton Township – 100 513
- Macomb Township – 91 663
- Shelby Charter Township – 79 408
- Rochester Hills – 76 300
- St. Clair Shores – 58 874
- Roseville – 47 710
- Eastpointe – 33 806
- Harrison Township – 24 314
- Mount Clemens – 15 697
- Fraser – 14 726
- Rochester – 13 035

### Villes de 2500 à 10 000 personnes
- Center Line – 8552
- Utica – 5245
- Village of Grosse Pointe Shores – 2647

## Histoire
De 1992 à 2002, le 10e district congressionnel comprenait le Comté de St. Clair et un peu plus de la moitié de la population du Comté de Macomb, mais sans les villes de Sterling Heights et Warren. Lors du redécoupage de 2002, le Comté de Lapeer, le Comté de Huron, le Comté de Sanilac et environ les deux tiers de Sterling Heights ont été ajoutés au district. Au même moment, le canton de Clinton, Mt. Clemens, St. Clair Shores, Fraser et Roseville ont été retirés du district.
Avant le redécoupage de 1992, le 10e district avait sa plus grande ville sous le nom de Midland et correspondait à peu près à l'actuel 4e district. Le 10e district d'après 1992 était très similaire au 12e district précédent, bien qu'il ait pris de petites zones du 18e district, du 14e district et du 8e district, et a perdu le nord-ouest de Warren au profit du nouveau 12e district.

## Historique de vote
| Année | Poste     | Résultats               |
| ----- | --------- | ----------------------- |
| 1992  | Président | Bush 41,0 % - 36,0 %    |
| 1996  | Président | Clinton 49,0 % - 39,0 % |
| 2000  | Président | Bush 53,0 % - 45,0 %    |
| 2004  | Président | Bush 57,0 % - 43,0 %    |
| 2008  | Président | McCain 50,0 % - 48,0 %  |
| 2012  | Président | Obama 52,9 % - 47,2 %   |
| 2016  | Président | Trump 45,1 % - 50,4 %   |
| 2020  | Président | Trump 49,8 % - 48,8 %   |

## Liste des Représentants du district
| Membre                          | Parti        | Années                            | Congrès     | Histoire électorale | Zone géographique |
| ------------------------------- | ------------ | --------------------------------- | ----------- | --- | ----------------- |
| District établit le 4 mars 1883 |              |                                   |             | |                   |
| Herschel H. Hatch (en)          | Républicain  | 4 mars 1883 - 3 mars 1885         | 48e         | Élu en 1882. Retrait. | 1883–1893         |
| Spencer O. Fisher (en)          | Démocrate    | 4 mars 1885 - 3 mars 1889         | 49e , 50e   | Élu en 1884. Réélu en 1886. perd sa réélection. | 1883–1893         |
| Frank W. Wheeler (en)           | Républicain  | 4 mars 1889 - 3 mars 1891         | 51e         | Élu en 1888. Retrait. | 1883–1893         |
| Thomas A. E. Weadock (en)       | Démocrate    | 4 mars 1891 - 3 mars 1895         | 52e , 53e   | Élu en 1890. Réélu en 1892. Retrait. | 1883–1893         |
| Thomas A. E. Weadock (en)       | Démocrate    | 4 mars 1891 - 3 mars 1895         | 52e , 53e   | Élu en 1890. Réélu en 1892. Retrait. | 1893–1903         |
| Rousseau O. Crump (en)          | Républicain  | 4 mars 1895 - 1er mai 1901        | 54e - 57e   | Élu en 1894. Réélu en 1896. Réélu en 1898. Réélu en 1900. Décès. |                   |
| Vacant                          | Vacant       | 1er mai 1901 - 15 octobre 1901    | 57e         | |                   |
| Henry H. Aplin (en)             | Républicain  | 15 octobre 1901 - 3 mars 1903     | 57e         | Élu pour terminer le mandat de Crump. perd sa renomination. |                   |
| George A. Loud (en)             | Républicain  | 4 mars 1903 - 3 mars 1913         | 58e - 62e   | Élu en 1902. Réélu en 1904. Réélu en 1906. Réélu en 1908. Réélu en 1910. perd sa réélection. | 1903–1913         |
| Roy O. Woodruff (en)            | Progressiste | 4 mars 1913 - 3 mars 1915         | 63e         | Élu en 1912. perd sa réélection. | 1913–1933         |
| George A. Loud (en)             | Républicain  | 4 mars 1915 - 3 mars 1917         | 64e         | Élu en 1914. perd sa renomination. | 1913–1933         |
| Gilbert A. Currie (en)          | Républicain  | 4 mars 1917 - 3 mars 1921         | 65e , 66e   | Élu en 1916. Réélu en 1918. perd sa renomination. | 1913–1933         |
| Roy O. Woodruff (en)            | Républicain  | 4 mars 1921 - 3 janvier 1953      | 67e - 82e   | Élu en 1920. Réélu en 1922. Réélu en 1924. Réélu en 1926. Réélu en 1928. Réélu en 1930. Réélu en 1932. Réélu en 1934. Réélu en 1936. Réélu en 1938. Réélu en 1940. Réélu en 1942. Réélu en 1944. Réélu en 1946. Réélu en 1948. Réélu en 1950. Retrait. | 1913–1933         |
| Roy O. Woodruff (en)            | Républicain  | 4 mars 1921 - 3 janvier 1953      | 67e - 82e   | Élu en 1920. Réélu en 1922. Réélu en 1924. Réélu en 1926. Réélu en 1928. Réélu en 1930. Réélu en 1932. Réélu en 1934. Réélu en 1936. Réélu en 1938. Réélu en 1940. Réélu en 1942. Réélu en 1944. Réélu en 1946. Réélu en 1948. Réélu en 1950. Retrait. | 1933–1943         |
| Roy O. Woodruff (en)            | Républicain  | 4 mars 1921 - 3 janvier 1953      | 67e - 82e   | Élu en 1920. Réélu en 1922. Réélu en 1924. Réélu en 1926. Réélu en 1928. Réélu en 1930. Réélu en 1932. Réélu en 1934. Réélu en 1936. Réélu en 1938. Réélu en 1940. Réélu en 1942. Réélu en 1944. Réélu en 1946. Réélu en 1948. Réélu en 1950. Retrait. | 1943–1953         |
| Elford Cederberg (en)           | Républicain  | 3 janvier 1953 - 31 décembre 1978 | 83e - 95e   | Élu en 1952. Réélu en 1954. Réélu en 1956. Réélu en 1958. Réélu en 1960. Réélu en 1962. Réélu en 1964. Réélu en 1966. Réélu en 1968. Réélu en 1970. Réélu en 1972. Réélu en 1974. Réélu en 1976. perd sa réélection et démissionne.                    | 1953–1963         |
| Elford Cederberg (en)           | Républicain  | 3 janvier 1953 - 31 décembre 1978 | 83e - 95e   | Élu en 1952. Réélu en 1954. Réélu en 1956. Réélu en 1958. Réélu en 1960. Réélu en 1962. Réélu en 1964. Réélu en 1966. Réélu en 1968. Réélu en 1970. Réélu en 1972. Réélu en 1974. Réélu en 1976. perd sa réélection et démissionne.                    | 1963–1973         |
| Elford Cederberg (en)           | Républicain  | 3 janvier 1953 - 31 décembre 1978 | 83e - 95e   | Élu en 1952. Réélu en 1954. Réélu en 1956. Réélu en 1958. Réélu en 1960. Réélu en 1962. Réélu en 1964. Réélu en 1966. Réélu en 1968. Réélu en 1970. Réélu en 1972. Réélu en 1974. Réélu en 1976. perd sa réélection et démissionne.                    | 1973–1983         |
| Vacant                          | Vacant       | 31 décembre 1978 - 3 janvier 1979 | 96e         | |                   |
| Donald J. Albosta (en)          | Démocrate    | 3 janvier 1979 - 3 janvier 1985   | 96e - 98e   | Élu en 1978. Réélu en 1980. Réélu en 1982. perd sa réélection. |                   |
| Donald J. Albosta (en)          | Démocrate    | 3 janvier 1979 - 3 janvier 1985   | 96e - 98e   | Élu en 1978. Réélu en 1980. Réélu en 1982. perd sa réélection. | 1983–1993         |
| Bill Schuette                   | Républicain  | 3 janvier 1985 - 3 janvier 1991   | 99e - 101e  | Élu en 1984. Réélu en 1986. Réélu en 1988. Retrait pour se présenter comme Sénateur. |                   |
| Dave Camp (en)                  | Républicain  | 3 janvier 1991 - 3 janvier 1993   | 102e        | Élu en 1990. Redécoupage vers le 4e district. |                   |
| David Bonior                    | Démocrate    | 3 janvier 1993 - 3 janvier 2003   | 103e - 107e | Redécoupage depuis le 12e district et réélu en 1992. Réélu en 1994. Réélu en 1996. Réélu en 1998. Réélu en 2000. Retrait. | 1993–2003         |
| Candice Miller                  | Républicain  | 3 janvier 2003 - 31 décembre 2016 | 108e - 114e | Élu en 2002. Réélu en 2004. Réélu en 2006. Réélu en 2008. Réélu en 2010. Réélu en 2012. Réélu en 2014. Retrait et démissionne lorsqu'élue Commissaire aux Travaux Publics du Comté de Macomb.                                                          | 2003–2013         |
| Candice Miller                  | Républicain  | 3 janvier 2003 - 31 décembre 2016 | 108e - 114e | Élu en 2002. Réélu en 2004. Réélu en 2006. Réélu en 2008. Réélu en 2010. Réélu en 2012. Réélu en 2014. Retrait et démissionne lorsqu'élue Commissaire aux Travaux Publics du Comté de Macomb.                                                          | 2013–2023         |
| Vacant                          | Vacant       | 31 décembre 2016 - 3 janvier 2017 | 114e        | |                   |
| Paul Mitchell                   | Républicain  | 3 janvier 2017 - 14 décembre 2020 | 115e , 116e | Élu en 2016. Réélu en 2018. Retrait. |                   |
| Paul Mitchell                   | Indépendant  | 14 décembre 2020 - 3 janvier 2021 | 115e , 116e | Élu en 2016. Réélu en 2018. Retrait. |                   |
| Lisa McClain                    | Républicain  | 3 janvier 2021 - 3 janvier 2023   | 117e        | Élue en 2020. Redécoupage vers le 9e district. |                   |
| John James                      | Républicain  | 3 janvier 2023 - Présent          | 118e - 119e | Élu en 2022. Réélu en 2024. Retrait pour se présenter comme gouverneur du Michigan. | 2023–Présent      |

## Résultats des récentes élections
Voici les résultats des dix précédents cycles électoraux dans le district.

### 2004
| Élection de 2004 du 10e district congressionnel du Michigan | Élection de 2004 du 10e district congressionnel du Michigan | Élection de 2004 du 10e district congressionnel du Michigan | Élection de 2004 du 10e district congressionnel du Michigan | Élection de 2004 du 10e district congressionnel du Michigan |
| ----------------------------------------------------------- | ----------------------------------------------------------- | ----------------------------------------------------------- | ----------------------------------------------------------- | ----------------------------------------------------------- |
| Parti                                                       | Parti                                                       | Candidat                                                    | Votes                                                       | %                                                           |
|                                                             | Républicain                                                 | Candice Miller (sortante)                                   | 227 720                                                     | 68,62                                                       |
|                                                             | Démocrate                                                   | Rob Casey                                                   | 98 029                                                      | 29,54                                                       |
|                                                             | Libertarien                                                 | Phoebe A. Basso                                             | 3 966                                                       | 1,20                                                        |
|                                                             | Natural Law (en)                                            | Anthony America                                             | 2 153                                                       | 0,65                                                        |
| Total des votes                                             | Total des votes                                             | Total des votes                                             | 331 868                                                     | 100 %                                                       |
|                                                             | Les Républicains conservent                                 |                                                             |                                                             |                                                             |

### 2006
| Élection de 2006 du 10e district congressionnel du Michigan | Élection de 2006 du 10e district congressionnel du Michigan | Élection de 2006 du 10e district congressionnel du Michigan | Élection de 2006 du 10e district congressionnel du Michigan | Élection de 2006 du 10e district congressionnel du Michigan |
| ----------------------------------------------------------- | ----------------------------------------------------------- | ----------------------------------------------------------- | ----------------------------------------------------------- | ----------------------------------------------------------- |
| Parti                                                       | Parti                                                       | Candidat                                                    | Votes                                                       | %                                                           |
|                                                             | Républicain                                                 | Candice Miller (sortante)                                   | 179 072                                                     | 66,22                                                       |
|                                                             | Démocrate                                                   | Robert Denison                                              | 84 689                                                      | 31,32                                                       |
|                                                             | Libertarien                                                 | Mark Byrne                                                  | 2 875                                                       | 1,06                                                        |
|                                                             | Vert                                                        | Candace Ruth Caveny                                         | 1 897                                                       | 0,70                                                        |
|                                                             | US Taxpayers                                                | Richard F. Gualdoni                                         | 1 888                                                       | 0,70                                                        |
| Total des votes                                             | Total des votes                                             | Total des votes                                             | 270 421                                                     | 100 %                                                       |
|                                                             | Les Républicains conservent                                 |                                                             |                                                             |                                                             |

### 2008
| Élection de 2008 du 10e district congressionnel du Michigan | Élection de 2008 du 10e district congressionnel du Michigan | Élection de 2008 du 10e district congressionnel du Michigan | Élection de 2008 du 10e district congressionnel du Michigan | Élection de 2008 du 10e district congressionnel du Michigan |
| ----------------------------------------------------------- | ----------------------------------------------------------- | ----------------------------------------------------------- | ----------------------------------------------------------- | ----------------------------------------------------------- |
| Parti                                                       | Parti                                                       | Candidat                                                    | Votes                                                       | %                                                           |
|                                                             | Républicain                                                 | Candice Miller (sortante)                                   | 230 471                                                     | 66,30                                                       |
|                                                             | Démocrate                                                   | Robert Denison                                              | 108 354                                                     | 31,17                                                       |
|                                                             | Libertarien                                                 | Neil Kiernan Stephenson                                     | 4 632                                                       | 1,33                                                        |
|                                                             | Vert                                                        | Candace R. Caveny                                           | 4 146                                                       | 1,19                                                        |
| Total des votes                                             | Total des votes                                             | Total des votes                                             | 347 603                                                     | 100 %                                                       |
|                                                             | Les Républicains conservent                                 |                                                             |                                                             |                                                             |

### 2010
| Élection de 2010 du 10e district congressionnel du Michigan | Élection de 2010 du 10e district congressionnel du Michigan | Élection de 2010 du 10e district congressionnel du Michigan | Élection de 2010 du 10e district congressionnel du Michigan | Élection de 2010 du 10e district congressionnel du Michigan |
| ----------------------------------------------------------- | ----------------------------------------------------------- | ----------------------------------------------------------- | ----------------------------------------------------------- | ----------------------------------------------------------- |
| Parti                                                       | Parti                                                       | Candidat                                                    | Votes                                                       | %                                                           |
|                                                             | Républicain                                                 | Candice Miller (sortante)                                   | 168 364                                                     | 71,97                                                       |
|                                                             | Démocrate                                                   | Henry Yanez                                                 | 58 530                                                      | 25,02                                                       |
|                                                             | Libertarien                                                 | Claude Beavers                                              | 3 750                                                       | 1,60                                                        |
|                                                             | Vert                                                        | Candace R. Caveny                                           | 3 286                                                       | 1,40                                                        |
|                                                             | Write-In                                                    | Kurt Allan Hausauer                                         | 0                                                           | 0,00                                                        |
| Total des votes                                             | Total des votes                                             | Total des votes                                             | 233 930                                                     | 100 %                                                       |
|                                                             | Les Républicains conservent                                 |                                                             |                                                             |                                                             |

### 2012
| Élection de 2012 du 10e district congressionnel du Michigan | Élection de 2012 du 10e district congressionnel du Michigan | Élection de 2012 du 10e district congressionnel du Michigan | Élection de 2012 du 10e district congressionnel du Michigan | Élection de 2012 du 10e district congressionnel du Michigan |
| ----------------------------------------------------------- | ----------------------------------------------------------- | ----------------------------------------------------------- | ----------------------------------------------------------- | ----------------------------------------------------------- |
| Parti                                                       | Parti                                                       | Candidat                                                    | Votes                                                       | %                                                           |
|                                                             | Républicain                                                 | Candice Miller (sortante)                                   | 226 075                                                     | 68,8                                                        |
|                                                             | Démocrate                                                   | Chuck Stadler                                               | 97 734                                                      | 29,7                                                        |
|                                                             | Libertarien                                                 | Bhagwan Dashairya                                           | 4 803                                                       | 1,5                                                         |
| Total des votes                                             | Total des votes                                             | Total des votes                                             | 328 612                                                     | 100 %                                                       |
|                                                             | Les Républicains conservent                                 |                                                             |                                                             |                                                             |

### 2014
| Élection de 2014 du 10e district congressionnel du Michigan | Élection de 2014 du 10e district congressionnel du Michigan | Élection de 2014 du 10e district congressionnel du Michigan | Élection de 2014 du 10e district congressionnel du Michigan | Élection de 2014 du 10e district congressionnel du Michigan |
| ----------------------------------------------------------- | ----------------------------------------------------------- | ----------------------------------------------------------- | ----------------------------------------------------------- | ----------------------------------------------------------- |
| Parti                                                       | Parti                                                       | Candidat                                                    | Votes                                                       | %                                                           |
|                                                             | Républicain                                                 | Candice Miller (sortante)                                   | 157 069                                                     | 68,7                                                        |
|                                                             | Démocrate                                                   | Chuck Stadler                                               | 67 143                                                      | 29,3                                                        |
|                                                             | Vert                                                        | Harley Mikkelson                                            | 4 480                                                       | 2,0                                                         |
| Total des votes                                             | Total des votes                                             | Total des votes                                             | 228 692                                                     | 100 %                                                       |
|                                                             | Les Républicains conservent                                 |                                                             |                                                             |                                                             |

### 2016
| Élection de 2016 du 10e district congressionnel du Michigan | Élection de 2016 du 10e district congressionnel du Michigan | Élection de 2016 du 10e district congressionnel du Michigan | Élection de 2016 du 10e district congressionnel du Michigan | Élection de 2016 du 10e district congressionnel du Michigan |
| ----------------------------------------------------------- | ----------------------------------------------------------- | ----------------------------------------------------------- | ----------------------------------------------------------- | ----------------------------------------------------------- |
| Parti                                                       | Parti                                                       | Candidat                                                    | Votes                                                       | %                                                           |
|                                                             | Républicain                                                 | Paul Mitchell                                               | 215 132                                                     | 63,1                                                        |
|                                                             | Démocrate                                                   | Frank Accavitti Jr.                                         | 110 112                                                     | 32,3                                                        |
|                                                             | Libertarien                                                 | Lisa Lane Gioia                                             | 10 612                                                      | 3,1                                                         |
|                                                             | Vert                                                        | Benjamin Nofs                                               | 5 127                                                       | 1,5                                                         |
| Total des votes                                             | Total des votes                                             | Total des votes                                             | 340 983                                                     | 100 %                                                       |
|                                                             | Les Républicains conservent                                 |                                                             |                                                             |                                                             |

### 2018
| Élection de 2018 du 10e district congressionnel du Michigan | Élection de 2018 du 10e district congressionnel du Michigan | Élection de 2018 du 10e district congressionnel du Michigan | Élection de 2018 du 10e district congressionnel du Michigan | Élection de 2018 du 10e district congressionnel du Michigan |
| ----------------------------------------------------------- | ----------------------------------------------------------- | ----------------------------------------------------------- | ----------------------------------------------------------- | ----------------------------------------------------------- |
| Parti                                                       | Parti                                                       | Candidat                                                    | Votes                                                       | %                                                           |
|                                                             | Républicain                                                 | Paul Mitchell (sortant)                                     | 182 808                                                     | 60,8                                                        |
|                                                             | Démocrate                                                   | Kimberly Bizon                                              | 106 061                                                     | 35,0                                                        |
|                                                             | Indépendant                                                 | Jeremy Peruski                                              | 11 344                                                      | 3,7                                                         |
|                                                             | Vert                                                        | Harley Mikkelson                                            | 2 851                                                       | 0,9                                                         |
| Total des votes                                             | Total des votes                                             | Total des votes                                             | 303 064                                                     | 100 %                                                       |
|                                                             | Les Républicains conservent                                 |                                                             |                                                             |                                                             |

### 2020
| Élection de 2020 du 10e district congressionnel du Michigan | Élection de 2020 du 10e district congressionnel du Michigan | Élection de 2020 du 10e district congressionnel du Michigan | Élection de 2020 du 10e district congressionnel du Michigan | Élection de 2020 du 10e district congressionnel du Michigan |
| ----------------------------------------------------------- | ----------------------------------------------------------- | ----------------------------------------------------------- | ----------------------------------------------------------- | ----------------------------------------------------------- |
| Parti                                                       | Parti                                                       | Candidat                                                    | Votes                                                       | %                                                           |
|                                                             | Républicain                                                 | Lisa McClain                                                | 271 607                                                     | 66,3                                                        |
|                                                             | Démocrate                                                   | Kimberly Bizon                                              | 138 179                                                     | 33,7                                                        |
| Total des votes                                             | Total des votes                                             | Total des votes                                             | 409 786                                                     | 100 %                                                       |
|                                                             | Les Républicains conservent                                 |                                                             |                                                             |                                                             |

### 2022
| Primaire Républicaine de 2022 du 10e district congressionnel du Michigan | Primaire Républicaine de 2022 du 10e district congressionnel du Michigan | Primaire Républicaine de 2022 du 10e district congressionnel du Michigan | Primaire Républicaine de 2022 du 10e district congressionnel du Michigan | Primaire Républicaine de 2022 du 10e district congressionnel du Michigan |
| ------------------------------------------------------------------------ | ------------------------------------------------------------------------ | ------------------------------------------------------------------------ | ------------------------------------------------------------------------ | ------------------------------------------------------------------------ |
| Parti                                                                    | Parti                                                                    | Candidat                                                                 | Votes                                                                    | %                                                                        |
|                                                                          | Républicain                                                              | John James                                                               | 63 417                                                                   | 86,3                                                                     |
|                                                                          | Républicain                                                              | Tony Marcinkewciz                                                        | 10 079                                                                   | 13,7                                                                     |

| Primaire Démocrate de 2022 du 10e district congressionnel du Michigan | Primaire Démocrate de 2022 du 10e district congressionnel du Michigan | Primaire Démocrate de 2022 du 10e district congressionnel du Michigan | Primaire Démocrate de 2022 du 10e district congressionnel du Michigan | Primaire Démocrate de 2022 du 10e district congressionnel du Michigan |
| --------------------------------------------------------------------- | --------------------------------------------------------------------- | --------------------------------------------------------------------- | --------------------------------------------------------------------- | --------------------------------------------------------------------- |
| Parti                                                                 | Parti                                                                 | Candidat                                                              | Votes                                                                 | %                                                                     |
|                                                                       | Démocrate                                                             | Carl Marlinga                                                         | 32 653                                                                | 47,8                                                                  |
|                                                                       | Démocrate                                                             | Rhonda Powell                                                         | 11 396                                                                | 16,7                                                                  |
|                                                                       | Démocrate                                                             | Angela Rogensues                                                      | 9 503                                                                 | 13,9                                                                  |
|                                                                       | Démocrate                                                             | Huwaida Arraf                                                         | 8846                                                                  | 13,0                                                                  |
|                                                                       | Démocrate                                                             | Henry Yanez                                                           | 5 891                                                                 | 8,6                                                                   |

| Élection de 2020 du 10e district congressionnel du Michigan | Élection de 2020 du 10e district congressionnel du Michigan | Élection de 2020 du 10e district congressionnel du Michigan | Élection de 2020 du 10e district congressionnel du Michigan | Élection de 2020 du 10e district congressionnel du Michigan |
| ----------------------------------------------------------- | ----------------------------------------------------------- | ----------------------------------------------------------- | ----------------------------------------------------------- | ----------------------------------------------------------- |
| Parti                                                       | Parti                                                       | Candidat                                                    | Votes                                                       | %                                                           |
|                                                             | Républicain                                                 | John James                                                  | 159 202                                                     | 48,8                                                        |
|                                                             | Démocrate                                                   | Carl Marlinga                                               | 157 602                                                     | 48,3                                                        |
|                                                             | Working Class (en)                                          | Andrea Kirby                                                | 5905                                                        | 1,8                                                         |
|                                                             | Libertarien                                                 | Mike Saliba                                                 | 3524                                                        | 1,1                                                         |
|                                                             | Write-In                                                    | Write-In                                                    | 4                                                           | 0,0                                                         |
| Total des votes                                             | Total des votes                                             | Total des votes                                             | 326 237                                                     | 100 %                                                       |
|                                                             | Les Républicains conservent                                 |                                                             |                                                             |                                                             |

### 2024
| Primaire Républicaine de 2024 du 10e district congressionnel du Michigan | Primaire Républicaine de 2024 du 10e district congressionnel du Michigan | Primaire Républicaine de 2024 du 10e district congressionnel du Michigan | Primaire Républicaine de 2024 du 10e district congressionnel du Michigan | Primaire Républicaine de 2024 du 10e district congressionnel du Michigan |
| ------------------------------------------------------------------------ | ------------------------------------------------------------------------ | ------------------------------------------------------------------------ | ------------------------------------------------------------------------ | ------------------------------------------------------------------------ |
| Parti                                                                    | Parti                                                                    | Candidat                                                                 | Votes                                                                    | %                                                                        |
|                                                                          | Républicain                                                              | John James (sortant)                                                     | 52 871                                                                   | 100%                                                                     |

| Primaire Démocrate de 2024 du 10e district congressionnel du Michigan | Primaire Démocrate de 2024 du 10e district congressionnel du Michigan | Primaire Démocrate de 2024 du 10e district congressionnel du Michigan | Primaire Démocrate de 2024 du 10e district congressionnel du Michigan | Primaire Démocrate de 2024 du 10e district congressionnel du Michigan |
| --------------------------------------------------------------------- | --------------------------------------------------------------------- | --------------------------------------------------------------------- | --------------------------------------------------------------------- | --------------------------------------------------------------------- |
| Parti                                                                 | Parti                                                                 | Candidat                                                              | Votes                                                                 | %                                                                     |
|                                                                       | Démocrate                                                             | Carl Marlinga                                                         | 32 561                                                                | 48,8                                                                  |
|                                                                       | Démocrate                                                             | Diane Young                                                           | 16 282                                                                | 24,4                                                                  |
|                                                                       | Démocrate                                                             | Tiffany Tilley                                                        | 8861                                                                  | 13,3                                                                  |
|                                                                       | Démocrate                                                             | Emily Busch                                                           | 8541                                                                  | 12,8                                                                  |

| Élection de 2024 du 10e district congressionnel du Michigan | Élection de 2024 du 10e district congressionnel du Michigan | Élection de 2024 du 10e district congressionnel du Michigan | Élection de 2024 du 10e district congressionnel du Michigan | Élection de 2024 du 10e district congressionnel du Michigan |
| ----------------------------------------------------------- | ----------------------------------------------------------- | ----------------------------------------------------------- | ----------------------------------------------------------- | ----------------------------------------------------------- |
| Parti                                                       | Parti                                                       | Candidat                                                    | Votes                                                       | %                                                           |
|                                                             | Républicain                                                 | John James (sortant)                                        | 217 437                                                     | 51,1                                                        |
|                                                             | Démocrate                                                   | Carl Marlinga                                               | 191 363                                                     | 45,0                                                        |
|                                                             | Working Class (en)                                          | Andrea Kirby                                                | 11 162                                                      | 2,6                                                         |
|                                                             | Libertarien                                                 | Mike Saliba                                                 | 5 339                                                       | 1.3                                                         |
| Total des votes                                             | Total des votes                                             | Total des votes                                             | 425 301                                                     | 100 %                                                       |
|                                                             | Les Républicains conservent                                 |                                                             |                                                             |                                                             |